# تپه تکلک
تپه تکلک مربوط به سدهٔ ۶ تا ۸ ه.ق است و در شهرستان خوی، بخش مرکزی، دهستان رهال، روستای تکلک واقع شده و این اثر در تاریخ ۷ اسفند ۱۳۸۵ با شمارهٔ ثبت ۱۷۶۶۸ به‌عنوان یکی از آثار ملی ایران به ثبت رسیده است.